# Ralph Alexander Cochrane
Sir Ralph Alexander Cochrane (GBE, KCB, AFC), britanski general vojnega letalstva, vojaški pilot in poslovnež, * 24. februar 1895, Springfield, Fife, Škotska, † 17. december 1977, Burford, Oxfordshire.

## Življenjepis
Ralph Cochrane se je rodil 24. februarja 1895, kot najmlajši sin barona Thomasa Cochrana, v škotski vasi Springfield. Najverjetneje je bil leta 1908 vpisan v Kraljevi pomorski kolegij v Osbornu. 15. septembra 1912 je Cochrane vstopil v Kraljevo vojno mornarico.
Med prvo svetovno vojno je služil v Kraljevi pomorski zračni službi, kjer je pilotiral zračne ladje. Nekaj časa je služil kot štabni častnik v Admiraliteti.
Januarja 1920 je bil premeščen v Kraljevo vojno letalstvo. Sprva je služil v več štabih, nato pa je postal poveljnik 3. eskadrilje in nato še 8. eskadrilje. Leta 1925 je končal šolanje na Štabnem koledžu RAF in leta 1935 šolanje na Kraljevem koledžu za obrambne študije.
Leta 1936 so ga poslali na Novo Zelandijo, kjer je pomagal pri nastanku Kraljevega novozelandskega vojnega letalstva. 1. aprila 1937 je postal Načelnik Zračnega štaba Kraljevega novozelanskega vojnega letalstva.
Med drugo svetovno vojno je poveljeval No. 7 Group,  No. 3 Group in med 1943 in 1945 No. 5 Group, vsa del Bombniškega poveljstva RAF. V času njegovega poveljevanja je No. 5 Group postala druga najboljša in elitna bombniška skupina.
Februarja 1945 je Cochrane postal poveljnik Transportnega poveljstva RAF; ta položaj je zasedal do leta 1947, ko je postal poveljnik Poveljstva za letalsko usposabljanje RAF. Leta 1950 je bil Cochrane imenovan za Namestnika načelnika Zračnega štaba. To dolžnost je opravljal do leta 1952, ko se je upokojil. Pozneje je bil uspešen poslovnež; najbolj je postal znan kot direktor podjetja Rolls Royce.